# A/W
『A/W』（エーダブリュー）は、2017年9月13日にA-Sketchから発売されたWEAVERのEPである。

## 概要
前作『S/S』以来約4か月ぶりのリリースとなる。WEAVER2作目のEP作品。
今作のアートワークは、前作同様NYLON JAPANが手掛けている。

## 収録曲
1. Another World
エレクトロサウンドを全面に押し出した楽曲になっている[4]。
2. だから僕は僕を手放す
テレビアニメ『サクラダリセット』第2クールオープニングテーマ[5]。
3. Photographs
JAL Web CM「JAL浪漫旅行 北海道」篇テーマソング[6]。
4. Hello, Again 〜昔からある場所〜
My Little Loverの楽曲のカバー[7]。
5. 心の中まで（Jazztronik Remix）
『新世界創造記・前編』収録の楽曲のJazztronikによるアレンジバージョン。